# Apatura gertraudis
Apatura gertraudis är en fjärilsart som beskrevs av Hans Ferdinand Emil Julius Stichel 1908. Apatura gertraudis ingår i släktet Apatura och familjen praktfjärilar. Inga underarter finns listade i Catalogue of Life.